# Плат Вудс (Мисури)
Плат Вудс (енгл. Platte Woods) град је у америчкој савезној држави Мисури.

## Демографија
По попису из 2010. године број становника је 385, што је 89 (-18,8%) становника мање него 2000. године.
| Група             | 2000.       | 2010.       |
| Белци             | 454 (95,8%) | 360 (93,5%) |
| Афроамериканци    | 12 (2,5%)   | 2 (0,5%)    |
| Азијати           | 1 (0,2%)    | 8 (2,1%)    |
| Хиспаноамериканци | 4 (0,8%)    | 14 (3,6%)   |
| Укупно            | 474         | 385         |